# Флекситаріанство
Флекситаріанство — переважно рослинна дієта, що допускає вживання тваринної їжі. Флекситаріанці прагнуть якнайменше вживати м'ясо, проте повністю його зі свого раціону не виключають. У той же час не існує визначеної кількості вживаного м'яса для класифікації флекситаріанця.
У 2003 році Американське діалектичне товариство визнало слово флекситаріанець найпопулярнішим словом року та визначило його як «вегетаріанець, що іноді їсть м'ясо».

## Етимологія
В англійській мові слово flexitarian є об'єднанням слів flexible (гнучкий) та vegetarian (вегетаріанець).
Вперше вживання слова «флекситаріанство» зафіксовано в жовтні 1992 року у випуску Austin American-Statesman. У цьому випуску репортер Лінда Антоні написала статтю «Acorn serves up 'flexitarian fare'». Ця стаття описувала недавнє відкриття «Жолудевого кафетерію», власниця якого, Гельга Морас, називала своє харчування «флекситаріанським».

## Види

### Пескетаріанство
Пескетаріанство — це система харчування, яка забороняє їсти м’ясо теплокровних тварин та дозволяє їсти рибу та морепродукти. Ця система харчування є частиною середземноморської дієти.

### Полотаріанство
Полотаріанство — це система харчування, яка забороняє їсти червоне м’ясо і дозволяє їсти рибу, морепродукти та м’ясо птиці.

## Користь
На відміну від вегетаріанства ці дієти включають помірне вживання риби, морепродуктів, пташиного м’яса і навіть червоного м’яса. Тому у цих дієт є в достатній кількості вітаміну В12, білка, заліза та багато інших корисних речовин. При чому у цих дієт менший рівень холестерину та насичених жирів, що зменшує ризик серцево-судинних захворювань.

## Критика
Флекситаріанство часто критикують вегетаріанці або вегани, котрі стверджують, що цей напрям не може вважатися вегетаріанським. Згідно з цією критикою, вегетаріанці — це ті, що повністю виключили зі свого раціону їжу тваринного походження, у крайньому випадку так звані оволактовегетаріанці. Флекситаріанство та схожі з ним напрями «напіввегетаріанства» дублюють «проблематику», проте «діаметрально протилежні основам вегетаріанства».